# Franklin Strait
De Franklin Strait is een Arctische zeestraat in Nunavut in Noord-Canada. Het is gelegen tussen het zuidoosten van Prins van Waleseiland en het schiereiland Boothia. Het ligt aan de zuidkant van de Peel Sound en ten noordwesten van de Larsen Sound. In het noordoosten ligt de Straat Bellot.
Het is vernoemd naar de Engelse ontdekkingsreiziger Sir John Franklin (1786-1847), die tijdens zijn verloren expeditie in deze wateren omkwam.